# Валек Едуард Павлович
Едуард Павлович Ва́лек (нар. 1873 — пом. 21 лютого 1915, Таганрог) — композитор, диригент, музичний критик чеського походження.

## Біографія
Народився у 1873 році. Закінчив Празьку консерваторію (класи органа і композиції).
До 1910 року очолював Артистичне товариство в Житомирі і керував його симфонічним оркестром. Друкувався в газетах «Голос Волыни», «Волынь» (1907), «Весник Волыни» (1908—1910) як музичний критик. Автор опери «Помста», поставленої в 1907 році у Празі.
Впродовж 1910–1915 років працював директором музичних класів Таганрозького відділення Російського музичного товариства. Помер 8 [21] лютого 1915 року в Таганрозі.